# Károly Szittya
Károly Szittya (Budapest, 18 luglio 1918 – Seghedino, 9 agosto 1983) è stato un pallanuotista ungherese, vincitore di una medaglia d'oro all'olimpiade di Helsinki 1952 ed una d'argento a Londra 1948.